# 陡河 (唐山市)
陡河，位于中华人民共和国河北省唐山市的一条河流，上游有两源：西源为泉水河，东源为管河。主源泉水河发源于丰润区王官营镇上水路村东北的马蹄泉，西南流至姜家营乡石匣村转南流，经丰润区城区东郊后向东南注入陡河水库，出库后向西南，流经唐山市区和丰南区中部，最后于丰南区黑沿子镇涧河一村以南流入渤海。河长121.5千米，流域面积1340平方千米，年均径流量6349万立方米。